# Navadna dobra misel
Navádna dôbra mísel (znanstveno ime Origanum vulgare - Grki so rastlino imenovali Orosganos, gorsko veselje; slovensko tudi divji majaron, kot začimba navadno pod imenom origano) je trajnica z drobnimi škrlatnimi cvetovi, ki zraste približno pol metra visoko. Spada v družino ustnatic.

## Vsebnost origana (dobre misli)
Dobra misel vsebuje dišavno olje (okoli 2 %), katerega glavna sestavina je timol, ki daje močan aromatičen okus. Uporablja se kot dišavnico, začimbnico ali pa zdravilno rastlino.

## Uporaba v zdravilstvu
Sicer zdravilna rastlina je bolj poznana kot začimba. Pri kuhanju se uporabljajo listi, praviloma posušeni. Rastlina je bogata z; železom, magnezijem, omega tri maščobami, vitaminom A in C, vsebuje veliko čreslovin in grenčin. Čaj iz dobre misli je učinkovit pri prehladu, želodčnem krču, črevesnem krču, napihovanju, lajša revmatične bolečine, blaži kašelj in znižuje telesno temperaturo.
V srednjem veku so verjeli, da ščiti pred čarovnicami in hudičem.
Je značilna začimba sredozemskih kuhinj, predvsem grške in italijanske. Na Slovenskem se je uveljavila šele v sodobnem času skupaj s picami, za katere je glavna začimba.
Pri kuhanju ga uporabljamo za:
- pice,
- paradižnikove jedi in s paradižnikom pripravljene omake,
- jedi iz jajčevcev, bučk in zelene paprike,
- mehiški chilli con carne.